# Криспано
Криспано (итал. Crispano) — город в Италии, располагается в регионе Кампания, в провинции Неаполь.
Население составляет 12 574 человека (на 2004 г.), плотность населения составляет 6036 чел./км². Занимает площадь 2 км². Почтовый индекс — 80020. Телефонный код — 081.
Покровителем города почитается святой Григорий Великий. Праздник ежегодно празднуется 12 марта.